# Unklassifizierte Sprache
Eine Sprache nennt man unklassifiziert,
- wenn ihre Zuordnung zu einer Sprachfamilie noch nicht gelungen ist oder voraussichtlich unmöglich sein wird,
- sie aber auch nicht als isoliert (d. h. nach heutigem Kenntnisstand nachweislich mit keiner anderen Sprache verwandt) gelten kann.

Es gibt mehrere mögliche Gründe dafür, dass eine Sprache „unklassifiziert“ ist:
- die Sprache ist ausgestorben und so schwach überliefert, dass eine Klassifikation mit dem vorhandenen Material nicht möglich ist. (Eine Klassifikation würde nur dann möglich, wenn neues Material über diese Sprache bekannt wird.)
- die Sprache wird zwar (noch) gesprochen, ist aber bisher nicht genügend erforscht, um sie einer Sprachfamilie zuordnen zu können oder mit großer Sicherheit von ihr zu behaupten, sie sei isoliert. (Voraussetzung für eine Klassifikation ist also die genauere Erforschung dieser Sprache.)
- eine Sprache kann selbst bei guter Erforschung „unklassifiziert“ sein, wenn sie Merkmale zweier verschiedener Sprachfamilien aufweist. Solche Sprachen werden auch als „hybrid“ oder „Mischsprachen“ bezeichnet. Auch Pidgin- und Kreolsprachen sind nicht klassifizierbar, da sie Komponenten aus verschiedenen Sprachfamilien aufweisen.

In der Praxis sind die Grenzen zwischen „isoliert“ und „unklassifiziert“ nicht sehr scharf.